# 喜雨草
喜雨草（学名：Ombrocharis dulcis）为唇形科喜雨草属下的一个种。